# Kuratau
Kuratau  est une localité de la région de Waikato dans l’Île du Nord de la Nouvelle-Zélande.

## Situation
C’est un petit village au nord de la localité d’Omori  sur le côté ouest du lac Taupo.

## Population
La population lors du recensement de 2006 en Nouvelle-Zélande était de 354 habitants qui vivaient dans 138 logements. 
7,1 % de la population avait moins de 15 ans et 6,8 % avait plus de 65 ans . 
Approximativement 65 % de la population est d’origine européenne et 30 % est d’origine Maori. 
La langue la plus habituellement parlée est l’anglais .